# Ammotrecha
Ammotrecha es un género de arácnidos solifugos perteneciente a la familia Ammotrechidae que se distribuye por América desde Chile a Estados Unidos.

## Especies
Según solpugid.com
- Ammotrecha araucana Mello Leitao, 1942
- Ammotrecha chiapasi Muma, 1986
- Ammotrecha cobinensis Muma, 1951
- Ammotrecha enriquei Armas & Teruel, 2005
- Ammotrecha friedlaenderi Roewer, 1954
- Ammotrecha itzaana Muma, 1986
- Ammotrecha limbata (Lucas, 1835)
- Ammotrecha nigrescens Roewer, 1934
- Ammotrecha picta Pocock, 1902
- Ammotrecha stollii (Pocock, 1895)